# Glory Barnabas
Glory Barnabas est une enseignante et athlète singaporienne née en 1941.

## Biographie
La carrière d'athlète de Glory Barnabas commence en 1963 alors qu'elle est professeur stagiaire. Elle est sollicitée pour rejoindre l'équipe nationale après qu'une athlète s'est blessée.
Lors des jeux asiatiques de 1970, elle participe à l'épreuve du 4 x 100m et remporte la médaille d'argent.
Lors des jeux d'Asie du Sud-Est de 1973, elle remporte deux médailles d'or : à titre personnel dans l'épreuve du 200 mètres, et en équipe pour le relais 4 × 100 mètres.
Aux jeux asiatiques de 1974, elle emporte à nouveau deux médailles : le bronze en 4 x 100 m et l'argent en 4 x 400 m. Lors de cette épreuve, Glory Barnabas et ses partenaires battent le record national en 3min 43s 85. Il faudra attendre 41 ans pour que le record soit battu avec un temps de 3min 40s 58 en 2015.
Elle continue à pratiquer le sport en compétition jusqu'à plus de 70 ans, participant aux jeux asiatiques vétérans (en) jusqu'en 2019 au moins. Elle est par ailleurs présidente de la fédération nationale du sport vétéran.